# Mesobotrys simplex
Mesobotrys simplex är en svampart som beskrevs av J.C. Gilman & E.V. Abbott 1927. Mesobotrys simplex ingår i släktet Mesobotrys och familjen Chaetosphaeriaceae.   Inga underarter finns listade i Catalogue of Life.